# رایشرسبرگ
رایشرسبرگ (به آلمانی: Reichersberg) یک منطقهٔ مسکونی در اتریش است که در ناحیه راید ایم اینکرایس واقع شده‌است. رایشرسبرگ ۲۱ کیلومتر مربع مساحت دارد ۳۴۷ متر بالاتر از سطح دریا واقع شده‌است.